# Guerra de Burgúndia
La guerra Burgúndia dels anys 523 i 524 va ser un enfrontament militar entre els francs, d'una banda, i els burgundis, a l'altra banda, els orígens dels quals —a més de l'ambició d'expansió dels francs— es poden trobar sobretot a les controvèrsies internes a la mateixa família reial burgúndia.

## Antecedents
Clotilde de Borgonya, la segona esposa de Clodoveu I i mare dels seus successors, Clodomir, Khildebert I i Clotari I, estava desitjós durant llarg temps de venjar al seu pare, Khilperic II de Burgúndia, assassinat pel seu germà Gundebald en un moment indeterminat, i que a més va ofegar a la seva esposa, Caretena, i va exiliar a les seves dues filles, Crona i Clotilde. Crona es va convertir en monja i Clotilde va haver de fugir amb el seu oncle, Godegisil. Quan el rei franc Clodoveu I va demanar la seva mà en matrimoni, Gundobald no el va poder rebutjar.
Clodoveu i Godegisil es van aliar contra Gundobald en una llarga guerra civil, que va durar força anys i que va finalitzar el 500 amb la derrota de Gundebald a la batalla de Dijon davant de Clodoveu. Tot i això, l'any següent, Gundebald va aconseguir refer-se i reconquerir el regne, prometent-li també un tribut anual a Clodoveu. A continuació, va assassinar Godegisil a Vienne i el va reemplaçar pel seu fill Segimon. Gundebald va regnar només fins a la seva mort el 516. Va fer la pau amb els francs, es va convertir al catolicisme i va morir pacíficament, sent succeït pel seu fill Segimon.

## Història
La guerra comença l'any 523, a instàncies de Clotilde de Borgonya, que veu arribat el moment de recuperar els regnes del seu pare i oncle, quan el fill de Segimon de Borgonya, Sigeric, va ser assassinat pel seu propi pare per eliminar-lo de la successió real. Segimon, llavors ja vidu, havia tingut aquest fill amb la seva dona ostrogoda, filla de Teodoric el Gran: l'aliança entre els burgundis i els ostrogots estava en crisi.
Els tres fills de Clodoveu —el seu mig germà Teodoric I no es va unir a la contesa, potser per estar casat amb una filla de Segimon— van organitzar una expedició contra els burgundis, derrotant al rei Segimon i apoderant-se del seu regne. Un cop acabada l'expedició i l'infractor i la seva família captius, els tres germans van tornar als seus regnes, deixant una guarnició al lloc.
No obstant això, el germà de Segimon, Gundemar III, va tornar triomfalment a Burgúndia al capdavant de les tropes enviades pel seu aliat i parent, l'ostrogot Teodoric el Gran. Allí, va fer massacrar la guarnició que havien deixat els francs. Clodomir, que havia tornat a Orleans, la capital del seu regne, va fer llavors matar Segimon i els seus dos fills: Gisald i Gondebaud, l'1 de maig de 524.
Els francs es van embarcar en una segona expedició el 524, i el 25 de juny Godomar va esperar als francs a l'est de Lió al capdavant dels burgundis i els seus aliats ostrogots. A la batalla de Vézeronce, Godomar va vèncer els francs, i el rei Clodomir va morir en combat i el seu cap empalat a la punta d'una llança; així Burgúndia va guanyar uns anys més d'independència.

## Conseqüències
Els francs es van retirar de Burgúndia i van donar per finalitzada temporalment la lluita. Els tres fills de Clodomir van ser recollits per la seva mare, fins que es va casar amb Clotari I, que els va fer matar, quedant viu sol Clodoald qui amb l'ajut d'alguns servents fedels, pogué fugir i romandre amagat fins a fer-se adult, i no reclamà el seu regne, sinó que es retirà a un ermitori prop de París, i conegut amb el nom de Saint Cloud, es va fer abat de Novigentum preferint renunciar a la seva cabellera, símbol de la reialesa, abans que a la vida.
Després de la mort de Teodoric el Gran, a l'agost de 526, els francs es van tornar contra els burgundis. Els germans de Clodomir, Khildebert I i Clotari I, encara que privats del suport de Teodoric I d'Austràsia, germanastre de Clodomir i el més gran dels fills de Clodoveu I, lligat per llaços de parentiu amb Sigimon, amb la filla del qual s'havia casat, van decidir marxar junts contra Burgúndia. Després d'un any de setge els dos germans van acabar per conquerir Autun el 532.